# 半月駅
半月駅（パヌォルえき）は大韓民国京畿道安山市常緑区乾乾洞にある韓国鉄道公社（KORAIL）安山線の駅。駅番号は(447)。

## 駅構造
相対式ホーム2面2線を有する地上駅。駅舎と各ホームは地下連絡通路で結ばれている。
出入口は1ヵ所のみある。

### のりば
| 1 | ●安山線 | 常緑樹・中央・安山・烏耳島方面 |
| 2 | ●安山線 | 衿井・舎堂・ソウル駅・榛接方面 |

## 駅周辺
当駅を中心に、修理山駅から常緑樹駅の間にはのどかな田園地帯が広がっている。2004年頃までは駅周辺にも人家が少なかったが、最近駅前に住宅団地が建設され、利用者が増えた。常緑樹駅との間で、西海岸高速道路および京釜高速線と交差する。
半月工業団地が当駅周辺にあると誤解されることがあるが、同団地は安山市檀園区に位置し、最寄り駅は草芝駅（旧・工団駅）である。
- KT 東安山支店
- 半月洞住民センター
- 高麗半月病院
- 京畿モバイル科学高等学校
- 安山創村初等学校

## 歴史
- 1988年10月25日 - 開業。

## 利用状況
| 路線    | 乗車人員 | 乗車人員 | 乗車人員 | 乗車人員 | 乗車人員 | 乗車人員 | 乗車人員 | 乗車人員 | 乗車人員 | 乗車人員 | 注 釈 |
| 路線    | 2000年   | 2001年   | 2002年   | 2003年   | 2004年   | 2005年   | 2006年   | 2007年   | 2008年   | 2009年   | 注 釈 |
| ------- | -------- | -------- | -------- | -------- | -------- | -------- | -------- | -------- | -------- | -------- | ----- |
| ●安山線 | 2160     | 2412     | 2815     | 3092     | 2708     | 2812     | 3228     | 4705     | 4976     | 5011     | [ 1 ] |

## 隣の駅
韓国鉄道公社
●安山線
急行
通過
緩行
大夜味駅 (446) - 半月駅 (447) - 常緑樹駅 (448)